# Benibotarus
Benibotarus es un género de escarabajos del subgrupo (subfamilia) de escarabajos de alas rojas de la familia Lycidae. El género se distribuye en una vasta área desde el noroeste de África y el suroeste de Europa hasta Japón y Taiwán. Contiene seis especies.

## Descripción
Alas rojas son escarabajos de tamaño mediano, oblongas y rojizas. La cabeza es corta, pero no tiene forma de hocico, y está extendida hacia adelante. Es visible visto desde arriba, es decir, no está cubierto por el escudo pectoral. Las antenas tienen once articulaciones y están unidas muy juntas en la frente, cerca de los ojos facetarios, son negras y tienen forma de alambre. El escudo pectoral (pronoto) tiene una forma casi cuadrada, a menudo con un borde lateral marcado y algo elevado. Los élitros están muy quitinizados, tienen lados paralelos y suelen tener nervaduras longitudinales. Todos los pies tienen cinco articulaciones.
El grupo está muy extendido en el Paleártico .